# Deltaspis subopaca
Deltaspis subopaca är en skalbaggsart som beskrevs av Chemsak och Linsley 1982. Deltaspis subopaca ingår i släktet Deltaspis och familjen långhorningar. Inga underarter finns listade i Catalogue of Life.